# ソフトバンクテレコム
ソフトバンクテレコム株式会社（英称：SoftBank Telecom Corp.）は、かつて存在した日本の大手電気通信事業者である。現在のソフトバンク（2代）を構成する企業の一つでもある。
なお、「ソフトバンクテレコム」という社名を冠していた法人は、
- 旧国鉄の関連会社（1984年10月11日創業）を源流とする初代法人
- 2007年2月1日、初代法人を吸収合併した2代目法人（旧ソフトバンクテレコム販売）

と2つ存在し、本稿では両法人を取扱う。

## 初代法人
初代ソフトバンクテレコムは初代日本テレコムを源流としつつ、2002年8月1日に設立された3代目日本テレコムを直接的な前身としている。
その後、数回の合併や資本提携、経営権の変更を経て、2015年3月時点では初代ソフトバンク（現：ソフトバンクグループ）の100%子会社として、法人・個人向けの電気通信業務を行っていた。
法人向けでは、音声サービスやクラウドサービス、ネットワークサービスを中核としデータセンターなどの提供も行う。
識別番号は国内電話が0088、国際電話が0061である。

## 歴史

### 初代日本テレコム
第二次臨時行政調査会の提言のもと中曽根内閣によって進められた行政改革のひとつである三公社五現業の民営化に伴い、日本電信電話公社（電電公社）の民営化が既定路線となり、同時に通信自由化も進められることとなった。
国鉄は通信自由化に備え、東海道等の新幹線沿いに敷かれている管路を基に光ファイバーを敷設することで通信事業に参入できないかと考え、その準備会社として、日本テレコム株式会社（初代）を設立した。
その後、門司港と門司の間に最初の光ファイバーケーブルを敷設したことを皮切りに、東海道新幹線、山陽新幹線、東北新幹線、上越新幹線沿いなどに光ファイバケーブルを敷設した。これにより、企業等を対象とした専用サービス（1986年8月）と、東名阪などで「0088市外電話サービス」（1987年9月）を開始。新電電の一社として認知された。また1986年には、東京テレメッセージの出資母体としてポケットベル事業に参入。1988年8月からJR各社の駅構内で公衆電話サービスの提供を始めた。

### JR通信
1986年11月28日、日本国有鉄道改革関連8法案が参議院本会議で可決され、国鉄民営化が翌年4月1日に実施されることとなった。
通信事業につき鉄道省は、全国の駅との業務連絡に逓信省に依存しない独自の業務用電話網「鉄道電話」を張り巡らせていた。1986年12月、旅客部門の民営化に先立ち鉄道通信部門の承継会社、かつ、民営化の新会社第1号として、鉄道通信株式会社を国鉄の100%出資で設立。国鉄理事・技師長の坂田浩一が代表取締役に就任した。

JR通信のロゴ

当初はJRグループの一つとして、旅客会社なども使用する「JRロゴ」の灰色のロゴを使用していた。このロゴは、ソフトバンクを権利者として商標登録されていたが（第3126644号）、2016年3月29日をもって消滅した。

### 2代目日本テレコム
1989年5月、鉄道通信が初代日本テレコムを合併のうえ、2代目日本テレコム株式会社へ社名変更。坂田浩一は代表取締役を続投し、2001年まで同社の「中興の祖」となる。
1991年にデジタルホングループ（JR東日本等との共同出資）、1994年にデジタルツーカーグループ（日産自動車との共同出資）をそれぞれ設立し携帯電話事業に参入した（現在の「SoftBank」ブランド）。同年、東京通信ネットワーク（後のパワードコム）と同一比率でアステル東京に出資。アステル東京の設立母体として、駅構内への基地局設置など一部分に関与した。
1994年9月6日、第二電電とJR東日本に次ぎ、東京証券・大阪証券の各第二部市場に上場（コード：9434）した。1996年9月2日には各第一部市場に指定替えとなった。

#### 日本国際通信との合併
1986年、国際電話の新電電として設立された日本国際通信 は、同分野を事実上独占していた国際電信電話（現：KDDI）と国際デジタル通信（現：IDCフロンティア）との過当競争から脱落。1997年10月1日、2代目日本テレコムに合併され解散した。合併当初は「国内電話は0088。国際電話は0041。」というキャッチフレーズを展開、国内電話と国際電話を一社で扱う最初の新電電となった。1998年6月、村上春雄（副社長）が代表取締役社長に昇格、坂田浩一は代表取締役会長に就任した。

#### AT&TとBTグループとの資本提携
1999年、通信業界大手の英BTグループと米AT&Tが2代目日本テレコムとの資本提携を実施した。複数の出資を受けたのは、1社に飲み込まれないようにする首脳陣の計算もあったとされるが、大株主のJRグループ各社へは事前の打診が無かったとされ、翌年の株式売却へ繋がることになる。
なお、1998年、日産自動車等との共同出資（資本金2億円）によりアイエムティ二千企画（第三世代携帯電話の企画会社。後のボーダフォン・ジャパン）を設立したが、日産リバイバルプランにより日産自動車が資本撤退。2000年4月にジェイフォンへ改称し、デジタルツーカーとデジタルホングループ統合のための準備会社に転換した。

#### ボーダフォングループによる買収
2000年9月20日、ジェイフォン買収を目論んでいた英ボーダフォンは、2代目日本テレコムの株式をそれぞれJR西日本から8.6％、JR東海から6.4%を取得（計約2500億円）、出資比率15.0%で第3位に浮上。
2001年前半には、ネットバブル崩壊による欧米株安による資産処理のため、米AT&Tと英BTグループは相次ぎ、英ボーダフォンに2代目日本テレコムの株式を売却した。これに伴い、英ボーダフォンの出資比率が45%と、JR7社の20.7%を超えた。
2001年9月、英ボーダフォン、日本テレコム、JR東日本の3社共同会見が開かれ、英ボーダフォンによる2代目日本テレコムの普通株式に対するTOBを発表。大株主に留まり続けたJR東日本も賛同し、英ボーダフォンの2代目日本テレコムへの出資比率は66.73%となり、経営権を掌握することとなった。
なお、英ボーダフォンは当初からジェイフォンしか興味が無いと評されており、同社は「売却の可能性は非常に高いが、収益を改善することが最優先であり、現時点では固定電話事業を売却することはない」とコメントした。また、株式を売却したJR東日本社長の大塚陸毅（当時）も「ボーダフォンの持ち株比率が上がったことで15％のJT株式を持つ意義が薄くなった。」とコメントし、「日本テレコムは、JRの鉄道システムの基幹インフラを担っている重要なパートナー。株式売却後も日本テレコムとの連携は継続する」と発表した。
2002年8月1日、2代目日本テレコムが持株会社体制へ移行。
| ① 2代目日本テレコムの固定通信事業を、3代目日本テレコムとして分社化。 |  | ② 2代目日本テレコムは、日本テレコムホールディングス株式会社に改称。 |

この時点でジェイフォンの持株比率はそれぞれ、日本テレコムHDが45.08%、英ボーダフォンが約40.00%となっていた。
2003年10月1日、連結子会社のジェイフォンは、ボーダフォンに改称した。

#### リップルウッドへの売却
2003年11月、事業子会社の3代目日本テレコムを、米国の投資ファンドのリップルウッドに売却すると発表（売却額：2613億円）。これにより、英ボーダフォンは日本テレコムの祖業たる固定通信事業から手を引かせ、携帯電話事業に集中させることとなった。

### 初代ソフトバンクテレコム
2004年7月30日、初代ソフトバンク（現：ソフトバンクグループ）が米リップルウッドより、3代目日本テレコムの保有分全株式を約3400億円で取得した。なお、同時期に直収電話「おとくライン」の拡販に注力していたが、ソフトバンクが買収を撤回した平成電電から同サービスの営業秘密を流用したとして、当該サービスの販売の差止めを求めて提訴されることになった。2006年3月30日、東京地裁より平成電電の請求を棄却する旨の判決が言い渡された（東京地判平成18年3月30日判タ1242号300頁以下）。

2006年10月1日、旧社名の3代目日本テレコムより、ソフトバンクテレコム株式会社に変更。2007年2月1日、2代目ソフトバンクテレコム（旧ソフトバンクテレコム販売）に吸収され解散した（下記）。

## 二代目法人
二代目法人のルーツは、初代ソフトバンクの金融事業部門であり、1999年3月24日に同事業部門を分社化する形でソフトバンク・ファイナンス株式会社として設立。
2006年10月16日、事業内容を「法人向け通信事業」に変更すると共に、ソフトバンクテレコム販売株式会社（英: SOFTBANK TELECOM SALES Corp.）に改称した。
翌年2月1日、ソフトバンクテレコムを合併の上、その法人格を承継。2代目ソフトバンクテレコム株式会社へと再度改称した。
2015年4月1日付でソフトバンクモバイル（SBM）に吸収合併され解散した。

### 年表

#### 1990年代
- 1999年（平成11年）3月24日 - 初代ソフトバンクの金融部門を母体に、ソフトバンク・ファイナンス株式会社を設立。
- 1999年（平成11年）7月8日 - ベンチャーキャピタル子会社として、ソフトバンク・インベストメント（現：SBIホールディングス）を設立。

#### 2000年代
- 2001年（平成13年）2月20日 - 経営破綻した大正生命保険の受け皿会社として、あざみ生命保険（後のプルデンシャル ジブラルタ ファイナンシャル生命保険）を設立[23]。
- 2007年（平成19年）2月1日 - 初代ソフトバンクテレコムを合併、旧社名のソフトバンクテレコム販売より、2代目ソフトバンクテレコム株式会社に変更[24]。
- 2007年（平成19年）2月5日 - ケーブルテレビ事業者向けIP電話サービス「ケーブルライン」提供開始[25]。
- 2007年（平成19年）7月 - インド法人として、Japan Telecom India Pvt. Ltd.を設立[26]。
- 2007年（平成19年）9月30日 - 0061国内電話サービス、0041国際電話サービスの新規受付を終了。
- 2007年（平成19年）10月1日 - 連結子会社のIPレボルーションを合併[27]。
- 2007年（平成19年）10月 - 国内電話は0088、国際電話は0061に統合。
- 2008年（平成20年）2月15日 - YOZANの品川区「近隣セキュリティシステム」サービスを譲受け（同年3月1日よりサービス開始）[28]。
- 2008年（平成20年）6月3日 - グループ会社のSBMと共同で、法人向けFMCサービス「ホワイトライン24」の提供開始[29]。
- 2009年（平成21年）3月2日 - SBMと共同で、法人向けFMCサービス「ホワイトオフィス」の受付開始[30]。
- 2009年（平成21年）3月 - 東海道新幹線「のぞみ」での公衆無線LANサービス「BBモバイルポイント」の提供開始[31]。
- 2009年（平成21年）4月 - SBM、ソフトバンクBBの3社ブランドロゴを統一[32][33]。

#### 2010年代
- 2010年（平成22年）2月1日 -「ほっと電報」の提供開始[34][35]。
- 2010年（平成22年）2月 - クラウドサービス「ホワイトクラウド」の提供開始[36]。
- 2011年（平成23年）2月22日 - 米国の大手クラウドサービスのVMware, Inc.と、法人向けクラウドサービスの提携を発表[37]。
- 2011年（平成23年）3月 - GEヘルスケア・ジャパンと、医療IT事業で提携[38]。
- 2011年（平成23年）3月 - JR九州の15駅（九州新幹線の停車駅を含む）での公衆無線LANサービス「BBモバイルポイント」の提供開始[広報 1]。
- 2011年（平成23年）5月 - 韓国最大の通信事業者のKT Corporationと共同データセンター事業会社として、ktSB Data Services Co., Ltd.（韓国釜山）を設立[39]。
- 2012年（平成24年）3月 - 上海市法人のSoftbank Telecom China (Shanghai) Co., Ltd.が香港の新興通信事業者のDYXNet Groupと共同で、SBTM Online (Suzhou) Co., Ltd.を設立[40]。
- 2012年（平成24年）10月23日 - ヤフージャパン（現：LINEヤフー）と共同で、O2Oサービス「ウルトラ集客」の提供開始[41]。
- 2013年（平成25年）3月7日 - 日本最大の小売業のイオン、ヤフージャパンの3社間で「ウルトラ集客」をはじめとしたICT関連サービスでの協業を発表[42][43]。
- 2013年（平成25年）6月1日 - グループ会社のソフトバンクBBと共同で、「Yahoo! BB光withフレッツ」、「Yahoo! BB光withフレッツコース」、「ホワイト光電話」（光IP電話サービス）の提供開始[広報 2]。
- 2014年（平成26年）4月 - GEソフトウェアと、M2Mにおける戦略的提携契約を締結[44]。
- 2014年（平成26年）7月1日 - SBパワーと共同で法人向け電力小売事業を開始[45]。
- 2015年（平成27年）4月1日 - SBMに吸収合併・解散[46]。

## 事業内容
- JR線（旧国鉄）の路線沿いに敷設された光ケーブルを使い、直収電話（おとくライン）・中継電話・国際電話・インターネットサービスプロバイダ (ODN) ・鉄道電話JRホットライン・専用線・データ通信サービス (ULTINA) などの電気通信サービスを行う。
- 大阪市営地下鉄の一部駅の公衆無線LANアクセスポイントの設置・運用・管理。

## データセンター
2021年12月現在、東京の第一〜第五を含む日本国内の15ヶ所でデータセンターが稼動している
。
- 札幌データセンター
- 福島白河データセンター
- 東京第一〜第五データセンター - 東京府中データセンター
- 大阪データセンター - 大阪中央データセンター - 大阪第三データセンター
- 北九州e-PORTデータセンター - 北九州e-PORT第二データセンター - アジアン・フロンティア
- 大分データセンター
  - 2011年11月に、東日本大震災後のデータセンター需給から韓国通信事業大手のKT社（주식회사케이티, KT Corporation）との合弁会社kt-SB data service（出資比率 KT社 51％：ソフトバンクテレコム 49％）を韓国金海市に設立、これに伴うプサンデータセンターの稼働を発表した[48]。 但し、2021年現在の配置図にはこのセンターは記載されていない。

## 関連子会社
※2015年3月31日までの時点
- ソフトバンクリブラ株式会社
- テレコムエンジニアリング株式会社
- 日本テレコム電話販売株式会社
- 日本テレコムインシュアランス株式会社
- 日本テレコムネットワークシステムズ株式会社
- 日本テレコムインフォメーションサービス株式会社
- テレコムサービス株式会社
- SoftBank Telecom China (Shanghai) Co., Ltd.
- SOFTBANK TELECOM INDIA PRIVATE LIMITED
- SBTM ONLINE (SUZHOU) CO., LTD.
- SOFTBANK TELECOM SINGAPORE PTE. LTD.
- SOFTBANK TELECOM VIETNAM COMPANY LIMITED
- SB TELECOM (THAILAND) CO., LTD.
- SOFTBANK TELECOM EUROPE LTD.
- PT.SOFTBANK TELECOM INDONESIA
- TELECOM AMERICA CORP.

なお、日本テレコムシステム株式会社は社名が似ているものの、ソフトバンクテレコムを含むソフトバンクグループとは一切関連がない。

## テレビ番組
- 日経スペシャル ガイアの夜明け オフィスを壊せ! ～儲けるための職場改革～（2005年11月8日、テレビ東京）[49] - オフィス改革を取材。

## テレビCM出演者
すべて旧日本テレコム時代
- 渥美清
- 渡辺謙
- 三田寛子
- 宮沢りえ
- 和久井映見[50]
- 小松政夫（和久井と共演）
- 洞口依子（同上）
- 山口智子[50]（単独出演でのバージョンもあり）
- マギー司郎（山口と共演）
- 結城貢（同上）
- 田村正和（ITJ時代から続投）
- 鈴木保奈美 (田村同様ITJ時代から続投)
- 久保田利伸
- 池脇千鶴
- 山本和範（池脇と共演）
- 及川光博（同上）
- 明石家さんま[51]
- 志田未来（さんまと共演）
- 山崎まさよし
- タモリ[52]
- 蟹瀬誠一

## 備考
- 2006年10月1日の社名変更以前は業界内では「JT」と略され、日本たばこ産業の略称と紛らわしかった。現在の略称「SBTM」はソフトバンク・テクノロジーの略称「SBT」と区別されている。
- 2009年3月17日、2010年4月入社を目標に応募してきた学生全員にメールで送られた採用条件として「特別採用コース」というものが報告された。内容は学生に対し2009年3月23日から同年4月12日までにソフトバンクモバイルの携帯電話の新規契約を取らせ、その結果を筆記試験・面接と共に選考基準に加えるというものである。なお、同社では採用するか決まっていない学生に対し営業をさせることについて「筆記試験・面接には無い選考基準を設けただけで営業目的ではない」とコメントしている。なお、グループ会社のソフトバンクBBやソフトバンクモバイルも同様の採用条件を設けていた。この行為について学生らの批判が高い上に労働基準法違反に抵触する疑いがあるとして、厚生労働省が調査を開始したため、内容を新規契約数ではなく販売モデルの提案という形に変更した[53]。